# Величко, Борис Фёдорович
Бори́с Фёдорович Вели́чко (укр. Борис Федорович Величко; 19 июня 1931 — 9 сентября 2017) — советский и украинский хозяйственный деятель, директор Никопольского завода ферросплавов (1987—1995), Герой Социалистического Труда (1991).

## Биография
Борис Величко родился 19 июня 1931 года в селе Волчеяровка (ныне — Попаснянский район Луганской области Украины - умер 09.09.2017 года Никополь, Днепропетровская область, Украина). В 1954 году он окончил Московский институт стали и сплавов, после чего работал на Челябинском электрометаллургическом комбинате, прошёл путь от помощника мастера до старшего диспетчера. В 1962 году перешёл на работу заместителем начальника плавильного цеха Запорожского ферросплавного завода, а в октябре 1967 года — начальником плавильного цеха Никопольского завода ферросплавов. Осенью 1987 года Величко стал директором этого завода.
Под руководством Величко находилось 30 % электропечных мощностей советской ферросплавной промышленности. На заводе производилась каждая четвёртая тонна советских ферросплавов, продукция поставлялась на все металлургические заводы страны, а также экспортировалась более чем в двадцать государств.
Указом Президента СССР от 21 марта 1991 года за «большой личный вклад в повышение эффективности ферросплавного производства на основе внедрения прогрессивных технологий и передовых методов хозяйствования» Борис Величко был удостоен высокого звания Героя Социалистического Труда с вручением ордена Ленина и медали «Серп и Молот».
Несмотря на распад СССР, завод продолжает работать до сих пор, что во многом является заслугой Величко. В 1995—1999 годах он был заместителем председателя правления ОАО «Никопольский завод ферросплавов», а с 2009 года является его почётным директором.
Почетный гражданин Никополя. Лауреат премии Совета Министров СССР, Государственных премий УССР и Украины в области науки и техники. Был также награждён орденом Трудового Красного Знамени, юбилейной медалью «20 лет независимости Украины» (2011) и рядом медалей.